# Орора (Северна Каролина)
Орора (енгл. Aurora) град је у америчкој савезној држави Северна Каролина.

## Демографија
По попису из 2010. године број становника је 520, што је 63 (-10,8%) становника мање него 2000. године.
| Група             | 2000.       | 2010.       |
| Белци             | 296 (50,8%) | 267 (51,3%) |
| Афроамериканци    | 277 (47,5%) | 222 (42,7%) |
| Азијати           | 0 (0,0%)    | 0 (0,0%)    |
| Хиспаноамериканци | 8 (1,4%)    | 15 (2,9%)   |
| Укупно            | 583         | 520         |